# Apodanthera bradei
Apodanthera bradei är en gurkväxtart som beskrevs av Mart. Crov. Apodanthera bradei ingår i släktet Apodanthera och familjen gurkväxter. Inga underarter finns listade i Catalogue of Life.